# 佐藤卓哉
佐藤 卓哉（さとう たくや）は、日本のアニメ監督、演出家、脚本家。宮城県栗原市出身。

## 経歴
2000年『NieA 7』で初監督・脚本。2004年OVA『一撃殺虫!!ホイホイさん』（田中久仁彦によるコミックス同梱OVA）監督・脚本。2005年『苺ましまろ』監督・シリーズ構成。2006年『Fate/stay night』シリーズ構成、2010年映画『colorful』のキャラクターコンセプト協力。『舟を編む』シリーズ構成。主な監督作に『STEINS;GATE』（浜崎博嗣と共同）、『好きっていいなよ。』、『selector infected WIXOSS』、 同劇場版『selector destructed WIXOSS』など。絵コンテ、演出、脚本で、多彩なジャンルの作品に参加。『あさがおと加瀬さん。』は原作を読んで自らアニメ化を提案したといい、2018年期間限定公開された劇場OVAでは企画でもクレジットされている。

## 作品リスト

### テレビアニメ
1991年
- 絶対無敵ライジンオー（絵コンテ・演出）

1992年
- ヤダモン（1992年 - 1993年、絵コンテ・演出）

1993年
- ミラクル☆ガールズ（絵コンテ・演出）

1994年
- ジャングルの王者ターちゃん（絵コンテ・演出）
- まんが日本昔ばなし（「デッカンブー」演出・作画）

1995年
- ストリートファイターII V（監督補・絵コンテ・演出）

1996年
- YAT安心!宇宙旅行（絵コンテ・演出）
- はりもぐハーリー（絵コンテ・演出）
- アリス探偵局（絵コンテ）

1998年
- serial experiments lain（絵コンテ）
- スーパードール★リカちゃん（絵コンテ）
- TRIGUN（絵コンテ）※佐藤たくや名義
- 聖ルミナス女学院（絵コンテ）

1999年
- 魔法使いTai!（絵コンテ）
- 火魅子伝（絵コンテ）
- ぶぶチャチャ（絵コンテ）

2000年
- NieA 7（監督・脚本）
- 銀装騎攻オーディアン（絵コンテ）

2001年
- 学園戦記ムリョウ（絵コンテ）
- Cosmic Baton Girl コメットさん☆（絵コンテ）
- 地球防衛家族（絵コンテ）
- 逮捕しちゃうぞ SECOND SEASON（脚本）

2002年
- プリンセスチュチュ（2002年 - 2003年、第6・11話脚本）
- 十二国記（2002年 - 2003年、第3・8・19・32話絵コンテ）

2003年
- キノの旅（絵コンテ）
- 獣兵衛忍風帖 龍宝玉篇（絵コンテ）
- 住めば都のコスモス荘 すっとこ大戦ドッコイダー（絵コンテ）

2004年
- 北へ。〜Diamond Dust Drops〜（第11・12話脚本）
- 美鳥の日々（第2・6・9話脚本、第12話絵コンテ）
- かいけつゾロリ（絵コンテ）
- パンダーゼット（監督協力）
- げんしけん（絵コンテ）

2005年
- 苺ましまろ（監督・構成）

2006年
- Fate/stay night（シリーズ構成・脚本）
- まじめにふまじめ かいけつゾロリ（絵コンテ）

2007年
- 英國戀物語エマ 第二幕（第11話絵コンテ）
- CODE-E（シリーズ構成・脚本）
- みなみけ（絵コンテ）

2008年
- シゴフミ（絵コンテ）
- スレイヤーズREVOLUTION（ED絵コンテ・演出）
- Mission-E（脚本）
- 純情ロマンチカ2（絵コンテ）

2009年
- 黒神 The Animation（絵コンテ）
- とらドラ!（絵コンテ）
- 生徒会の一存（監督・絵コンテ・OP絵コンテ・演出）

2010年
- 迷い猫オーバーラン!（第10話監督・脚本・絵コンテ）
- それでも町は廻っている（絵コンテ）

2011年
- STEINS;GATE（監督（浜崎博嗣と共同）・絵コンテ・演出・ED絵コンテ・演出）

2012年
- 妖狐×僕SS（シナリオ・設定監修）
- あの夏で待ってる（絵コンテ）
- 好きっていいなよ。（監督・シリーズ構成・脚本・OP絵コンテ・ED絵コンテ・演出・予告アニメーション絵コンテ・演出）

2013年
- きんいろモザイク（絵コンテ）

2014年
- 凪のあすから（絵コンテ）
- selector infected WIXOSS、selector spread WIXOSS（監督・絵コンテ・ED絵コンテ・演出）
- ハイキュー!!（2014年）脚本
- 少年ハリウッド -HOLLY STAGE FOR 49-（ED絵コンテ・演出）

2015年
- ハイキュー!! セカンドシーズン（脚本）

2016年
- 少女たちは荒野を目指す（監督・脚本・絵コンテ・OP絵コンテ・演出）
- 舟を編む（シリーズ構成・脚本・エンドパート絵コンテ・演出）
- ハイキュー!! 烏野高校 VS 白鳥沢学園高校（絵コンテ）

2017年
- スクールガールストライカーズ Animation Channel（絵コンテ）
- アリスと蔵六（ED絵コンテ・演出）
- クジラの子らは砂上に歌う（ED絵コンテ・演出）

2018年
- 鹿楓堂よついろ日和（アドバイザー・音響監督）
- RErideD-刻越えのデリダ-（監督・脚本・絵コンテ）
- とある魔術の禁書目録III（ED絵コンテ・演出）

2020年
- シャドウバース（絵コンテ）

2021年
- 裏世界ピクニック（監督・シリーズ構成・脚本・音響監督・音楽プロデューサー・絵コンテ）

2023年
- 君のことが大大大大大好きな100人の彼女（絵コンテ）

2024年
- 疑似ハーレム（音響監督）
- ブルーアーカイブ The Animation（スペシャルサンクス）
- 神之塔 -Tower of God- 工房戦（ED絵コンテ・演出）

2025年
- サラリーマンが異世界に行ったら四天王になった話（絵コンテ）
- うたごえはミルフィーユ（総監督・脚本）
- cocoon～ある夏の少女たちより～（音響監督・クリエイティブアドバイザー）

### 劇場アニメ
1989年
- ハローキティのシンデレラ（動画）

1994年
- 幽☆遊☆白書 冥界死闘篇 炎の絆（原画）

2010年
- 劇場版 Fate/stay night UNLIMITED BLADE WORKS（脚本）
- カラフル（キャラクターコンセプト協力）

2013年
- 劇場版STEINS;GATE 負荷領域のデジャヴ（総監督）

2016年
- 劇場版 selector destructed WIXOSS（監督）

2020年
- どうにかなる日々（監督・脚本・音響監督）

2022年
- 五等分の花嫁（絵コンテ）

### OVA
2004年
- 一撃殺虫!!ホイホイさん（監督・脚本・絵コンテ）

2007年
- 苺ましまろOVA 全3巻（監督・構成・脚本）

2009年
- 苺ましまろ encore 全2巻（監督・構成・絵コンテ）

2011年
- 装甲騎兵ボトムズ Case;IRVINE（脚本）

2013年
- 好きっていいなよ。 コミックス同梱版（監督・構成・脚本（綾奈ゆにこと共同脚本））

2018年
- あさがおと加瀬さん。（監督・企画・脚本・絵コンテ・演出・原画・音響監督）

2019年
- フラグタイム（監督・脚本・音響監督）